# Bizdad
Bizdad (franska: Bizdad (CR), Bizdad (Commune Rurale), arabiska: اسايس) är en kommun i Marocko.   Den ligger i provinsen Essaouira och regionen Marrakech-Safi, i den centrala delen av landet, 400 km sydväst om huvudstaden Rabat. Antalet invånare är 8 533.